# Ligne de tramway 56 (SNCV Groupe de Charleroi)
La ligne 56 est une ancienne ligne du tramway vicinal de Charleroi de la Société nationale des chemins de fer vicinaux (SNCV) qui reliait Charleroi à Châtelet entre 1891 et 1967.

## Histoire
1891 : mise en service entre Charleroi Prison et Châtelineau Six Bras, section commune avec la ligne Charleroi - Lodelinsart entre la prison et Lodelinsart Bon Air et nouvelle section (capital 40) ; traction vapeur ; exploitation par la société anonyme des Railways économiques de Liège-Seraing et extensions (RELSE).
1892 : prolongement de Châtelineau Six Bras à Saint-Roch (nouvelle section, capital 40).
30 mai 1901 : électrification.
1904 : reprise de l'exploitation par la société des Tramways électriques du pays de Charleroi et extensions (TEPCE) filiale des RELSE.
1910 : ligne limitée de Charleroi Prison à Lodelinsart Bon Air ou Saint-Antoine avec correspondance avec la ligne Charleroi - Lodelinsart.
1912 : prolongement de Lodelinsart Bon Air à Charleroi Eden (abandon de la desserte Lodelinsart Bon Air - Saint-Antoine).
Vers 1920 : attribution de l'indice C.
1923 : reprise de l'exploitation par la SNCV.
1er juillet 1928 : attribution de l'indice 56.
28 mai 1967 : suppression, remplacement par une ligne d'autobus sous le même indice.